# Theridion pires
Theridion pires är en spindelart som beskrevs av Claude Lévi 1963. Theridion pires ingår i släktet Theridion och familjen klotspindlar. Inga underarter finns listade i Catalogue of Life.